# Josep Oriol Anguera de Sojo
Josep Oriol Anguera de Sojo (Barcelona, 11 d'octubre de 1879 - † Barcelona, 1956) fou un advocat i polític català. Especialista en dret canònic.

## Biografia
Fill de Jordi Anguera i Cailà i de Maria del Carme de Sojo i Ballester. Milità al Partit Catalanista Republicà. En proclamar-se la Segona República Espanyola ocupà el palau de justícia de Barcelona, i pocs dies després fou nomenat president de l'Audiència Territorial de Catalunya. Entre l'agost i el desembre fou el Governador Civil de Barcelona en substitució de Carlos Esplá Rizo. En aquesta funció es va destacar en el seu paper contra de la vaga de la CNT. Va dimitir el 1932 a causa de la seva disconformitat amb la política d'ERC i per les pressions de la CNT i la FAI. El 1933 va ocupar el càrrec de Fiscal General de la República contra els revoltats pel cop d'estat conegut com la Sanjurjada, del 10 d'agost del 1932.
El 1934 es va mostrar contrari a la Llei de Contractes de Conreu, motiu pel qual abandonà la Lliga Catalana per tal de fundar el nou partit Acció Popular Catalana, el qual es va adherir a la CEDA. Tot i que no va ser mai elegit diputat a Corts, entre el 4 d'octubre de 1934 i el 3 d'abril 1935 va ocupar la cartera de Treball, Sanitat i Previsió Social al govern d'Alejandro Lerroux. El 1935 deixà la política en disconformitat amb l'indult als implicats a la Revolta d'Astúries de 1934 i tornà a exercir d'advocat.
L'agost de 1936, va fugir de Barcelona a Pamplona, on es va posar al servei del bàndol nacional revoltat.

## Obres
- El dret català a l'illa de Sardenya (1914) per encàrrec del Col·legi d'Advocats de Barcelona
- "Dret especial de la comarca de Vic" a Conferències sobre varietats comarcals del Dret Civil Català; Barcelona; 1934; p. 273-340